# Бланчард (Луизијана)
Бланчард (енгл. Blanchard) град је у америчкој савезној држави Луизијана.

## Демографија
По попису из 2010. године број становника је 2.899, што је 849 (41,4%) становника више него 2000. године.
| Група             | 2000.         | 2010.         |
| Белци             | 1.946 (94,9%) | 2.532 (87,3%) |
| Афроамериканци    | 60 (2,9%)     | 225 (7,8%)    |
| Азијати           | 8 (0,4%)      | 11 (0,4%)     |
| Хиспаноамериканци | 12 (0,6%)     | 70 (2,4%)     |
| Укупно            | 2.050         | 2.899         |